# Photosynth
Photosynth war eine von den Microsoft Live Labs veröffentlichte Panorama- und 3D-Modellierungssoftware, die Photo Tourism und Seadragon vereint. Man kann damit Fotos bekannter Schauplätze aus verschiedenen Quellen in einen 3D-Raum zusammenfügen, durch den sich der Benutzer dann hindurchbewegen kann. Außerdem lassen sich Panoramabilder  erstellen. Beim Zusammenstellen der Fotos, der Generierung des 3D-Raumes und dem Zusammensetzen („stitching“) von Panoramen arbeitet die Software automatisch. Sie erkennt Umrisse, Gegenstände, Kamerapositionen und -winkel; auf dieser Grundlage werden die Bilder miteinander verknüpft. In der Windows-Phone- und Apple-iOS-Version von Photosynth wird das Panorama beim Aufnehmen (durch die App) schon zusammengeführt.
Da es möglich ist, Panoramaansichten und 3D-Fotoräume (sogenannte „Synths“), die mit Photosynth erstellt wurden, in Bing Maps zu integrieren, steht die Kombination aus Photosynth und Bing Maps in Konkurrenz zu Google Street View. Während Google Street View nur Ansichten von Orten liefern kann, die vom Auto her einsehbar sind, bietet die Kombination aus Photosynth und Bing Maps erweiterte Möglichkeiten: Es können Ansichten von Orten aufgenommen werden, die abseits von Wegen und Straßen liegen, und es ist auch möglich, Bilder von Gebäude-Innenräumen zu integrieren.
Der Photosynth-Dienst von Microsoft Live Labs wurde, wie im November 2016 bereits angekündigt, am 6. Februar 2017 eingestellt. Mit der Schließung der Server wurden sämtliche Synths und Panoramen für immer gelöscht, falls diese nicht von den Nutzern zuvor auf privaten Computern gesichert wurden.

## Kompatibilität
Die Software benötigt Microsoft Silverlight und ist kompatibel zu den Webbrowsern Internet Explorer, Firefox und Apple Safari. Für die Erstellung von eigenen Synths wird eine Windows-Live-ID benötigt. Es werden derzeit für Computer nur Betriebssysteme von Microsoft unterstützt, unter Mac OS X und Linux ist jedoch das Betrachten von Synths mittels Moonlight möglich. Außerdem gibt es für Windows Phone und iOS Photosynth als App (die allerdings nur das Erstellen von Panoramen unterstützt).
Mit Anfang Juli 2015 wurde die App-Version von Photosynth sowohl für iOS, als auch für Windows Phone eingestellt. Im Februar 2017 wird auch die dazugehörige Webseite abgeschaltet.